# Морган, Крис (эколог)
Крис Морган (англ. Chris Morgan) — британский эколог, активист, телеведущий, путешественник, сотрудник ведомства по охране окружающей среды. Автор серии книг и телепередач о жизни медведей. В течение последних 20 лет  исследовал дикую природу. Является сторонником движения «консервационная биология», направленного на сохранение биоразнообразия видов.
Крис — автор телепередачи о жизни медведей. Вместе с корейским режиссёром Пак Суёном выступил ведущим одной серии телепередачи Nature.
Работая проводником по дикой природе, он сопровождал сотни людей в дикие места по всему миру, чтобы поделиться чудесами природы, особенно с крупными хищниками.
Морган был известным телеведущим и участником производства для PBS, National Geographic Channel, BBC, Discovery Channel и появлялся на Позднем шоу с Дэвидом Леттерманом. Помимо телевещания, он также стал знакомым голосом телесериала PBS Nature.
Крис написал книгу «Медведи последнего рубежа». Эта широкоформатная публикация описывает опыт, медведей и закулисную информацию о производстве эпизодов PBS Nature.
Крис является соучредителем некоммерческой организации Wildlife Media / The UPROAR Fund (TUF), которая выпустила BEARTREK, полнометражный документальный фильм о путешествии Криса на мотоцикле по Аляске, Перу, северной части Канады и Борнео. Кампания фильма вызвала поддержку и известность критически важных природоохранных проектов в этих областях. Сейчас TUF фокусируется на поиске и поддержке молодых защитников природы в качестве «послов».